# 井原健太郎
井原 健太郎（いはら けんたろう、1974年〈昭和49年〉7月28日 - ）は、日本の政治家。山口県柳井市長（5期）。

## 概要
山口県熊毛郡田布施町生まれ。生家は建築会社経営。山口県立熊毛南高等学校、早稲田大学政治経済学部卒業。大学卒業後、2年間アメリカ合衆国に留学。2003年より民主党の平岡秀夫衆議院議員の秘書を務める。
2007年、山口県議会議員選挙に柳井市選挙区（定数1）から無所属（民主党推薦）で出馬。8,758票を獲得するも、自由民主党公認の現職長谷川忠男に敗れ、落選した。同年5月より平岡秀夫の秘書に復職。
2008年12月15日、翌年の柳井市長選挙に出馬するため、平岡秀夫衆議院議員事務所を退職。2009年3月1日投開票の柳井市長選挙に無所属で出馬し、12,491票を獲得。かつて県議選で争った長谷川忠男を破り、初当選した。市長選挙では平岡秀夫衆議院議員の他、長谷川に反発する保守系の市議会議員や、引退を表明した河内山哲朗柳井市長からも支援を受けており、保守分裂選挙となった。3月28日、柳井市役所に初登庁し、正式に市長に就任した。
2013年の柳井市長選挙は2月17日に告示されたが、井原以外に立候補を届け出た者がいなかったため、無投票で再選。
2017年、元会社役員の新人を破り3選。
2021年2月28日投開票の同選挙で元証券会社社員の下村太郎を282票の僅差で破り4選。
2025年3月2日投開票の市長選挙で自民党推薦で再び立候補した下村太郎を破り5選。
前述の通り、活動開始当初は平岡秀夫の秘書を務めたり、非自民の枠組みで柳井市長に当選したが、その後は自民党への傾斜を強めており、2017年には自民党に入党している。